# De dalt a baix
De dalt a baix va ser el primer programa de ràdio en valencià, emés des de l'1 d'agost de l'any 1974 fins a finals del 1993 per Ràdio Peninsular, RNE 1 i Ràdio Cadena Valenciana. El primer director va ser Amadeu Fabregat. Posteriorment, se'n faria càrrec Toni Mestre, i també hi participava Rosa Balaguer.
El 1981, el programa canvia el seu nom pel de Ara i ací. El 29 de maig de 1982 fou cancel·lat, iniciant una nova etapa a principis de juliol del 1983 a la nova emissora autonòmica valenciana, Ràdio Cadena Valenciana, reprenent el nom De dalt a baix.
Al 1989, De dalt a baix va ser suprimit de la graella de la nova Ràdio 4, tot i que l'emissora era íntegrament en valencià. El programa es va tornar a emetre a RNE 1 entre el 1991 i el 1993.
La seua programació tractava temes d'actualitat vinculada a la realitat valenciana des d'un vessant cultural, festiu i històric.

## Emissió
- Ràdio Peninsular: De dalt a baix (1974-1979)
- RNE Primer Programa (1979-1982): De dalt a baix (1979-1981) i Ara i ací (1981-1982)
- Ràdio Cadena Valenciana: De dalt a baix (1983-1989)
- RNE 1: De dalt a baix (1991-1993)